# Elecciones municipales de 2023 en Antequera
Las elecciones municipales de 2023 se celebraron en Antequera el domingo 28 de mayo, de acuerdo con el Real Decreto de convocatoria de elecciones locales en España dispuesto el 1 de abril de 2023 y publicado en el Boletín Oficial del Estado el 2 de abril. Se eligieron los 21 concejales del pleno del Ayuntamiento de Antequera, a través de un sistema proporcional (método d'Hondt), con listas cerradas y un umbral electoral del 5%.

## Antecedentes
El 25 de abril, Ciudadanos Antequera descartó públicamente su candidatura para las elecciones municipales del 28 de mayo.

## Resultados
Según los resultados, el actual Alcalde de Antequera, Manolo Barón (Partido Popular) logra la mayoría absoluta en el consistorio, asegurando su reelección como alcalde de la localidad andaluza.
|  | 59.46 % |

|  | 28.76 % |

|  | 6.39 % |

|  | 4.04 % |

|  | 100 % |

|  | 100 % |